# Exocentrus dalbergiae
Exocentrus dalbergiae là một loài bọ cánh cứng trong họ Cerambycidae.